# Ирландско-пакистанские отношения
Ирландско-пакистанские отношения — двусторонние дипломатические отношения между Ирландией и Пакистаном.

## История
1 марта 2001 года Пакистан открыл посольство в Дублине. В апреле 2004 года, когда Ирландия председательствовала в Европейском совете, министр иностранных дел Ирландии Дик Рош заявил, что Европейский союз должен сотрудничать с Пакистаном в целях укрепления его демократических институтов. В декабре 2004 года министр торговли Пакистана Хумаюн Ахтар Хан в сопровождении министра финансов посольства Пакистана в Брюсселе Тарика Икбала Пури встретились с ирландским министром Майклом Ахерном (ответственным за торговую политику) в Департаменте предпринимательства, торговли и трудоустройства. Министр торговли Пакистана Хумаюн Ахтар Хан проинформировал ирландцев об улучшении экономических условий в Пакистане и правительственных реформах в экономическом секторе.

## Торговля
В 2005 году Ирландия предоставила Пакистану 5 млн. евро в качестве чрезвычайной помощи после землетрясения в Кашмире. В апреле 2007 года был подписан Меморандум о взаимопонимании для создания совместного делового совета Пакистана и Ирландии. С 2004 по 2007 год товарооборот между странами значительно вырос. Экспорт Пакистана в Ирландию: хлопчатобумажные ткани, готовые изделия из текстильного материала, ковры и хирургические инструменты.

## Дипломатические представительства
- Интересы Ирландии в Пакистане представляет посольство страны в турецком городе Анкаре[7].
- У Пакистана имеется посольство в Дублине, которое было закрыто в 2014 году[8] и вновь открыто в 2015 году[9].